# Cyathea hemiepiphytica
Cyathea hemiepiphytica är en ormbunkeart som beskrevs av Robbin C. Moran. Cyathea hemiepiphytica ingår i släktet Cyathea och familjen Cyatheaceae. Inga underarter finns listade.